# Kamienica przy ulicy Kapucyńskiej 5 w Krakowie
Kamienica przy ulicy Kapucyńskiej 5 – zabytkowa kamienica znajdująca się w Krakowie, w dzielnicy I przy ulicy Kapucyńskiej, na Piasku.
Kamienica została wzniesiona w 1895 roku według projektu architekta Leopolda Tlachny.
6 września 2022 budynek został wpisany do rejestru zabytków. Znajduje się także w gminnej ewidencji zabytków.